# Jaime Mendoza
Jaime Mendoza Gonzáles (Sucre, 25 de julio de 1874 - ibidem, 26 de enero de 1939) fue un médico, poeta, filántropo, escritor y geógrafo boliviano. Es el autor de la famosa frase que utilizaría el presidente Daniel Salamanca Urey: "Hay que pisar fuerte en el Chaco".
Graduado como médico en 1901, Mendoza siempre se caracterizó por su faceta humanista al ejercer su profesión. Ello se evidenció en los trabajos que realizó en varias zonas mineras de su país, donde, además de su trabajo médico, realizó labores sociales adicionales. También se caracterizaba por complementar continuamente sus estudios médicos en viajes a otros países.
Además de realizar su trabajo como médico, Jaime Mendoza se desempeñó en otros campos como el militar (como cirujano de batallón), el de la docencia (siendo catedrático, decano y rector universitario), el político (fue diputado, Senador de la República y candidato a la presidencia) y el del periodismo (dirigió algunos periódicos y colaboró en otros).
Mendoza realizó una gran cantidad de publicaciones, tanto literarias como científicas (por ejemplo, En las tierras de Potosí, El macizo boliviano y Páginas bárbaras para el primer caso y Apuntes de un médico para el segundo). Es considerado un precursor de la corriente de realismo descriptivo que tendría auge en el siglo XX. Ha recibido diversos homenajes y condecoraciones, tanto en vida como póstumos.

## Biografía
Jaime  Mendoza nació el 25 de julio de 1874 en Sucre, hijo de José María Mendoza —quien era abogado y poeta— y Gabina Gonzáles. Se graduó como médico  en la Universidad Mayor, Real y Pontificia de San Francisco Xavier de Chuquisaca el 2 de julio de 1901. Su tesis, llamada «La Tuberculosis en Sucre» y presentada el 22 de junio, fue novedosa desde los puntos de vista médico y social. Una vez titulado, Mendoza se trasladó a las zonas mineras de Uncía y Llallagua, donde empezó a ejercer su profesión en hospitales obreros. Su trabajo estuvo muy ligado al combate de la tuberculosis. Estando allí, fundó algunas escuelas, hospitales y centros deportivos. La experiencia le serviría como inspiración para publicar En las tierras de Potosí varios años más tarde.
En 1903, ingresó a la vida militar como cirujano de un batallón expedicionario de la Guerra del Acre contra Brasil. Luego de eso regresó a Llallagua, donde se casó con Matilde Loza Oporto.
En 1906, Mendoza viajó a Chile para complementar sus estudios de medicina. En el viaje conoció y trabó amistad con el escritor Gabriel René Moreno. Algunos años después, en 1911 y 1914, viajó por varios países de Europa —España, Francia, Alemania e Inglaterra— a seguir estudiando su profesión. En dichos viajes conoció a diversos escritores, americanos y europeos, como Rubén Darío, Emilio Bobadilla y Rufino Blanco Fombona, entre otros.
De vuelta en Bolivia, Mendoza fue decano de la facultad de medicina de su alma mater, la Universidad Mayor, Real y Pontificia de San Francisco Xavier de Chuquisaca, donde además fue catedrático de patología general, patología interna y psiquiatría. También fue catedrático de medicina legal en la facultad de derecho, y posteriormente fue rector de la universidad. Tiempo después ingresó a la política, donde ejerció el cargo de diputado y posteriormente de Senador de la República en representación del departamento de Chuquisaca, en 1931. En el senado se distinguió por intentar encontrar soluciones al problema del Chaco con Paraguay. Posteriormente fue candidato a la Presidencia de la República.
Mendoza tuvo experiencia en el periodismo al fundar y dirigir en 1917 y 1919 los periódicos La República y Nuevas Rutas, respectivamente. También colaboró en otros periódicos de La Paz (El Diario, La Razón, La Opinión y Fígaro) y de Sucre (La Mañana, La Capital, La Industria, La Tribuna, La Prensa, El Tiempo y El País).

## Obra literaria
Se podría comparar el territorio boliviano con una gran fortaleza cuyos torreones se levantan en torno de la altiplanicie, pero cuyos pies llegan por un lado a mojarse en el mar, y por otro a apoyarse en las llanuras centrales del continente. / No es, pues, Bolivia un simple 'conglomerado'. Es, por el contrario, una admirable síntesis de factores físicos que hacen de su territorio un terreno apropiado para construir, con él, una gran nación.
Jaime Mendoza

Jaime Mendoza es considerado uno de los principales precursores de la corriente de realismo descriptivo que en el siglo XX tendría gran éxito en la literatura hispanoamericana. Fue bautizado por Rubén Darío como «el Gorki americano», en referencia a la influencia de Máximo Gorki en sus escritos.
Algunas de sus obras literarias nunca llegaron a publicarse.

### En las tierras de Potosí
Mendoza publicó En las tierras de Potosí en 1911. Tituló la obra de ese modo siguiendo la sugerencia del escritor Alcides Arguedas, quien además escribió el prólogo para esta, ya que originalmente llevaba el título de Martín Martínez.
La historia narra la vida de Martín Martínez, un estudiante de leyes que se marcha a Llallagua a trabajar en las minas, donde se asegura que hay abundante riqueza. Allí, sin embargo, encuentra una vida dura, llena de accidentes, enfermedades, vicios, injusticia y corrupción.
La novela incluye varios personajes remarcables, como Lucas, un niño que roba estaño y lo revende para ayudar a los pobres, Claudina, una mestiza con quien Martín tiene un amorío, pero que finalmente lo traiciona y se escapa con un amante, y el médico de las minas, quien pareciera proyectar los valores del autor de la obra.
Se puede evidenciar que la intención de la novela era mostrar públicamente la explotación humana en las minas bolivianas y la existencia que debían llevar los mineros, indios en su mayoría, quienes eran sometidos a trabajos inhumanos sin pagas decentes ni garantías. La obra fue una señal de alarma de dicha problemática ante el público, y sirvió como punto de arranque del ciclo de la «literatura minera» boliviana y de campañas para mejorar las condiciones de la raza india. Actualmente es considerada «uno de los documentos histórico-literarios más fidedignos que se han escrito jamás acerca de los mineros bolivianos».
En las tierras del Potosí recibió críticas muy variadas.El historiador Enrique Finot consideró la obra como mediocre pero con fuerza y realismo, afirmando que era un «título antiliterario pero lleno de sugestión». El poeta Franz Tamayo indicó que el libro no le gustaba debido al tema que describía, señalando que la vida descrita en la obra le hacía daño. En contraste, Alcides Arguedas consideró que la novela era muy objetiva y que su vigor y realismo quizá no eran superados en ninguna otra novela hispanoamericana, mientras que Fernando Díez de Medina se refirió a la obra como extraída de la realidad y a su estilo como enérgico y directo pero poco artístico. En general, un punto fuerte de la obra reside en sus descripciones de los espacios naturales bolivianos, para lo cual Mendoza tenía una gran capacidad. Se dice que es comparable por el tema e intensidad dramática, mas no por la emoción ni la altura artística, a La vorágine de José Eustasio Rivera.

### El macizo boliviano
El que fue el ensayo más representativo de Mendoza, El macizo boliviano, fue publicado en 1935. Buscaba promover un nacionalismo regido más por el intelecto que por la pasión, y se basaba en la idea de que la esencia de la identidad boliviana estaba constituida por las relaciones entre los pobladores de la Cordillera Occidental, Tiwanacu, el Alto Perú y Charcas.
Entre otras cosas, en El macizo boliviano Mendoza afirma que «el medio hace al hombre» y que la montaña fue un factor importante en la creación de Bolivia, así como la encarnación del destino histórico. En el texto, además, se hace un fuerte énfasis en el tema de la conexión vial en Bolivia, ya que para el autor la carencia de vías de comunicación era el problema fundamental del país. Esta obra fue incluida dentro de las 200 obras de la Biblioteca del Bicentenario de Bolivia, en conmemoración por los festejos del Bicentenario del país.

### Otras obras literarias
- Páginas bárbaras (1914), una novela ambientada en la selva tropical que se centra en la vida de los campesinos que trabajaban en obtener caucho en la región de la Amazonía boliviana. Su trama gira alrededor del doctor Verdugo, médico de una guarnición militar encargada de proteger las gomeras, y Lalán, un codicioso e inescrupuloso cacique y gerente de las gomeras que esclaviza indios para obligarlos a trabajar.[3]
- Poesías (1916), un compendio de varias poesías.
- Los malos pensamientos (1916), una novela protagonizada por Naro, un joven sacerdote que se enamora de la hija del dueño de su casa. Contiene muchas descripciones de la clase media y opiniones del autor sobre diversos asuntos.[3]
- Memorias de un estudiante (1918), consistente en tres relatos cortos: Una historia clínica, que plantea que la medicina no puede resolver algunos casos psicológicos, Los amores de un joven cándido, un cuento erótico en el que un estudiante se enamora de la prima de un amigo suyo, y Los estudiantes, que ilustra la vida estudiantil en la época de la independencia.[3]
- Gregorio Pacheco (1924), una biografía del expresidente boliviano.
- La Universidad de Charcas y la idea revolucionaria (1924)
- Ayacucho y el Alto Perú (1925)
- El factor geográfico en la nacionalidad boliviana (1925)
- El mar del Sur (1926)
- La ruta atlántica (1927)
- El niño boliviano (1928), ensayo que se refiere a los niños indios, mestizos y blancos, constituye una importante contribución sociopedagógica.[7]
- Los héroes anónimos (alrededor de 1928), una novela que narra la marcha de un batallón boliviano a través de selvas inexploradas.
- La tesis andinista: Bolivia y el Paraguay (1933)
- La tragedia del Chaco (1933)
- El lago enigmático (1936), una novela trágica ambientada en el lago Poopó.[3]
- El Chaco en los albores de la conquista (1937)
- Voces de antaño (1938)
- Chuquisaca (1939)

## Medicina
La filosofía médica de Jaime Mendoza era consecuente con su personalidad humanista, y se considera que avanzaba hacia la sociomedicina.  Ello contrastaba con la costumbre de la época, en la que la medicina se veía desde un punto de vista estrictamente biológico y científico. En efecto, Mendoza creía firmemente que los médicos debían combinar correctamente el factor social con el científico, de modo que no se olvidaran del sufrimiento del paciente y de las consecuencias psicológicas que la enfermedad podía causar a este y sus familiares. Ello especialmente aplicaba al campo psíquico, donde, en su opinión, las enfermedades debían ser estudiadas con un énfasis incluso mayor en factores socioculturales que biológicos.
En 1923, Mendoza fue designado director del Manicomio de Sucre. Consecuente con su forma de pensar, se opuso a varios métodos de fuerza que se utilizaban con los pacientes, aboliéndolos o atenuándolos. En lugar de ellos, se interesó en aplicar métodos de psicoterapia.
Cuando estuvo en el Senado intentó pregonar allí la importancia de la salud pública, con mucha dificultad al ser el único médico.
Mendoza desarrolló el concepto de «trípode psíquico», que introducía un esquema de tres pisos en los cuales se localizaba, de abajo hacia arriba, el instinto, la afectividad y la intelectualidad, y que permitía realizar análisis y deducciones para el estudio de ciertas enfermedades. También planteó el concepto de «intoxicación moral», según el cual los traumas psíquicos producirían manifestaciones somáticas o físicas, pudiendo causar daños —incluso graves— al organismo.
Se puede considerar a Jaime Mendoza como un pionero de la Geomedicina —que se ocupa de la dispersión de las enfermedades en el mundo— teniendo en cuenta el enfoque de varias de sus publicaciones.

### Publicaciones médicas
En la Revista del Instituto Médico «Sucre», Mendoza publicó alrededor de 17 ensayos, varios de ellos sobre la tuberculosis y temas psiquiátricos. En 1936 publicó Apuntes de un médico, que incluía varios ensayos más. Algunos de todos estos ensayos son La herodosífilis en Bolivia, La tuberculosis en Bolivia, La medicina boliviana, Epidemia tuberculosa, El trípode psíquico, La intoxicación moral y Notas psiquiátricas.
Al igual que con el caso literario, algunas obras científicas de Mendoza no llegaron a publicarse.

## Reconocimientos
Jaime Mendoza ha recibido diversos homenajes y condecoraciones, tanto en vida como póstumos. Algunos de ellos son los siguientes:
- Recibió el título de «Maestro de las Juventudes» de los estudiantes bolivianos.[1][8]
- Ganó las «Flores de oro» con sus obras Tiahuanacu, El toque del silencio y La tragedia del Chaco.[1]
- La «Rosa de oro» del Círculo de Bellas Artes.[1]
- Medalla de la Municipalidad de Oruro.[1]
- Medalla de la Universidad Mayor, Real y Pontificia de San Francisco Xavier de Chuquisaca.[1]
- En 1926 y 1927 fue laureado como poeta con la «Banda del Gay Saber» en los Juegos Florales en Oruro y Sucre, respectivamente.[1][8]
- Se nombra a un tramo carretero que inicia de la ciudad de Oruro hasta la ciudad de Sucre denominado "Diagonal Jaime Mendoza"
- La Caja Nacional de Salud bautizó con su nombre un hospital en Sucre y uno en Uncía.[9]
- Algunas avenidas en Bolivia llevan su nombre como en Sucre,[9] El Alto y Cochabamba, así como calles en las ciudades de Santa Cruz de la Sierra, La Paz